# 岡山県立倉敷鷲羽高等学校
岡山県立倉敷鷲羽高等学校（おかやまけんりつ くらしきわしゅうこうとうがっこう）は、岡山県倉敷市児島にある県立の高等学校である。

## 概観
岡山県立児島高等学校と琴浦高等学校が廃校になる事から、両校の歴史、校風、教育目的を継承しない新設された学校である。現校地と校舎は旧・児島高等学校のものを利用している。在校生の出身校は、倉敷市立児島中学校、倉敷市立琴浦中学校、倉敷市立下津井中学校、倉敷市立味野中学校がほとんどを占めている。なお、児島・琴浦、両校の歴史を受け継がないとしているが、実質的にな前身校である琴浦高校の出身者に大相撲力士の鷲羽山佳和がいる。当校の校名は鷲羽山の四股名を由来としているわけではなく、児島半島の最南部にある鷲羽山を由来とするが、旧校出身者の鷲羽山も同様に山の名前を由来としている。

## 沿革
（沿革節の主要な出典は公式サイト）
校舎は旧児島高校あとが使用されている。
- 2003年 - 6月、県立高校再編により、岡山県立児島高等学校と岡山県立琴浦高等学校を廃校とし新設

## アクセス
児島駅より
- 自動車で5分　徒歩で20分
- 下電バス天城経由児島駅ゆき　井戸バス停から徒歩15分
- 下電バス塩生経由児島駅ゆき　児島文化センター前バス停から徒歩約15分

## 進路
卒業生のおもな進学先、就職先（一、二期生）
- - 岡山大学
  - 香川大学
  - 日本大学
  - 倉敷市立短期大学
  - 中京大学
  - 四国学院大学
  - 岡山短期大学
  - 岡山商科大学
  - 近畿大学
  - 川崎医療福祉大学
  - 就実大学
  - 山陽学園大学
  - 中国学園大学
  - 吉備国際大学
  - 高知大学
  - 松山大学
  - 玉野総合医療専門学校
  - 岡山情報ビジネスカレッジ
  - ノートルダム清心女子大学
  - 岡山県立大学
  - やまと競艇学校

- 就職先
  - 三井造船
  - 中谷興運
  - ビックカメラ
  - JFEスチール
  - 三菱自動車工業
  - サノヤス造船
  - 菅公学生服

## 行事
- 龍王祭
- インターンシップ（二年次）
- 入学式
- 卒業証書授与式
- 土曜講座
- 修学旅行（北海道、東京、沖縄方面）
- オープンスクール
- 芸術鑑賞
- 全校親睦球技大会（夏は中山運動公園にて、冬はグランドで学年毎）
- ボランティアデー
- スキースノボー教室

## 著名な出身者
- 渡辺涼子（柔道家）
- 三宅伸（競輪選手）